# Goreangabdam

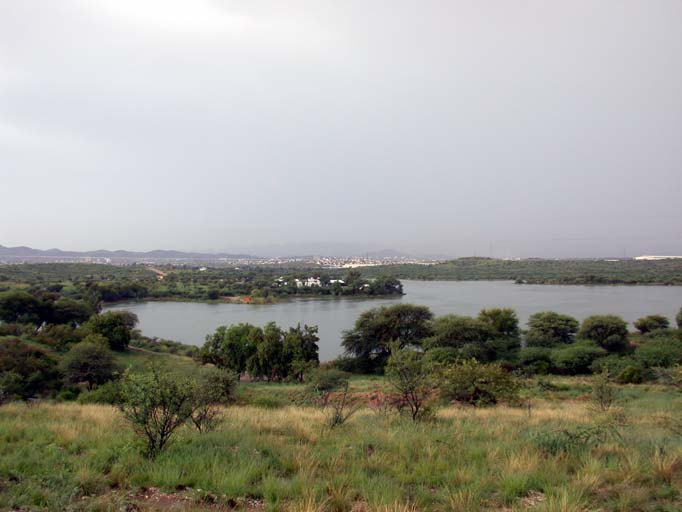
Het stuwmeer met Katutura op de achtergrond

Goreangabdam is een klein waterbekken bij Windhoek, de hoofdstad van Namibië. De dam is stroomafwaarts aangelegd in 1958 door de toenmalige Zuid-Afrikaanse overheid.
De capaciteit van het stuwmeer is 3,6 miljoen m³. Vergeleken met andere stuwmeren in Namibië is Goreangabdam van bescheiden omvang. Aan de dam zijn echter waterzuiveringsinstallaties verbonden die het van de stad afgevoerde water voor hergebruik moeten zuiveren. Omstreeks 1970 werd ongeveer 25% van het benodigde water voor de hoofdstad hier gewonnen
Na 1990 is de stad zeer snel in omvang toegenomen en heeft men zich meer en meer in de beddingen van de toevoerstromen gevestigd. Het water in dam is van slechte kwaliteit en de dam is tegenwoordig slechts in gebruik als recreatiegebied.